# Lovski dvorec na Cankovi
Sedanji stavbni kompleks na Cankovi št. 23 (Slovenija), se bi naj po ustnih virih gradil pet desetletij in je bil prvotno lovski dvorec gospoščine z gradu Grad.
Stavba naj bi stala še preden je bila zgrajena cerkev sv. Jožefa, torej pred letom 1737. Kar pomeni, da je bil tedanji lovski dvorec najbrž v lasti grofov Nadasdy.
Obstoj objekta (ki se je očitno tekom stoletij dograjeval) je tako razviden na karti Slovenija na vojaškem zemljevidu 1763 - 1787 za naselje Cankova, takrat znano kot: Hidegkút (madžarsko), Kaltenbrun (nemško) in Szankowcze (slovensko).
Z letom 1848 po istih ustnih virih naj bi tedanji lastniki gradu na Goričkem, takrat so to bili Szechenyi, hodili na svojo posest na Cankovo.
Tudi iz leta 1859 datira kopija iz zemljiško-knjižne mape, iz katere je razviden obstoj in obseg posesti z nepremičninami. Tudi prikaz obstoja objekta na Topografskem zemljevidu Cankove 1859, ponuja zaključek, da se je stavbni kompleks od leta 1787 do 1859 dogradil z objektom, ki po arhitekturi spominja na velik zidan kozolec.
V tem obdobju je dvorec sčasoma spreminjal svojo namembnost in postal grofovska gostilna, ki se je dajala v zakup. Kot zadnji zakupnik plemiške gostilne se omenja Ferdinand Vogler. Iz tega obdobja obstaja fotografija, na kateri je zraven gostinske dejavnosti, vidna še uporaba objekta za drugo gospodarsko dejavnost. Grb ogrske monarhije na levem krilu dvorca pa ponuja zaključek, da so se prostori v prvem nadstropju uporabljali tudi za upravne namene takratne "Madžarske krone".    

Stavbni kompleks je prešel v lastnino družine Vogler na Cankovi leta 1863 in je predmet revitalizacije pod okrijem Alojza Vidoviča in družine Obal od leta 2000 naprej.
Sedaj je zaščiten kot nepremična kulturna dediščina Republike Slovenije: Cankova - Gostilna Vogler (http://rkd.situla.org/) . 
Sedanje stanje stavbnega kompleksa ponuja zaključek, da so se v obdobju do 1941 dodatno zgradili še trije objekti, ki funkcionalno predstavljajo: mogočno žitnico, "gumlo", kozolec in (ob)zid (je), ki loči notranje dvorišče od ceste z dvema portalnima stebroma za velika lesena vrata in vhodom za majhna železna vrata. 
1. Karta Slovenije na vojaškem zemljevidu 1763 - 1787 za naselje Cankova
2. Topografski zemljevid Cankove 1859
3. Register nepremične kulturne dediščine RS
4. Konservatorski program, Zavod za varstvo kulturne dediščine Slovenije, OE Maribor, 2007
1. 1 2  Vir: Konservatorski program, Zavod za varstvo kulturne dediščine Slovenije, OE Maribor, 2007
2. ↑  Register nepremične kulturne dediščine RS